# Deborah Howell
Deborah Howell (15. januar 1941 – 2. januar 2010) var en amerikansk journalist og redaktør, som gjorde tjeneste i tre år som ombudsmand for The Washington Post.
Hun blev født i San Antonio, Texas, hvor hendes far arbejdede som journalist på San Antonio Express-News. Hun begyndte at læse journalistik på The Daily Texan. Efter hendes eksamen havde hun svært ved at finde et job andre steder,end på gammeldags aviser, og i stedet tog hun et job på en lokal tv-og radiostation.
Den 2. januar 2010 døde hun af sine kvæstelser efter at hun var involveret i en bilulykke. Hun blev ramt af en bil, mens hun var på ferie i New Zealand.